# Come as You Are: The Story of Nirvana
Come as You Are: The Story of Nirvana är en biografi över det amerikanska grungebandet Nirvanas karriär, skriven av författaren Michael Azerrad och utgiven 1993. Boken täcker hela Nirvanas karriär, fram till dess lansering, och för att få ihop material till den träffade Azerrad bandmedlemmarna och genomförde flera djupgående intervjuer med dem. Come as You Are: The Story of Nirvana skrevs färdigt i juni 1993 och innehåller därför ingen information om Nirvanas tredje och sista album In Utero och inte heller något om bandet sista månader fram till Kurt Cobains död i april 1994. Efter Cobains död lade Azerrad till ett extra kapitel inför bokens andra upplaga, vilken släpptes under sommaren 1994. Bokens titel är inspirerad av Nirvanas låt "Come as You Are" från deras genombrottsalbum Nevermind.
Come as You Are: The Story of Nirvana ses ibland som den definitiva biografin om Nirvana, mycket tack vare intervjuerna med Cobain. Dock har den kritiserats, bland annat av författaren Charles Cross, för att Azerrad skrev boken ur ett fans synvinkel och inte som en objektiv framställning. Annan kritik som framkommit är att materialet i boken inte alltid är hela sanningen utan att en del har mörkats, till exempel om Cobain och hans fru Courtney Loves drogmissbruk för att de inte skulle förlora vårdnaden om deras dotter Frances Bean Cobain.  
Azerrad samarbetade senare med filmskaparen A. J. Schnack och tillsammans skapade de dokumentärfilmen Kurt Cobain: About a Son, som släpptes under 2006 och som är delvis baserad på denna bok.